# 蔣棻 (參議院議員)
蒋棻（？—？），浙江杭县人，中华民国政治人物。

## 生平
民国3年（1914年）12月，蒋棻出任福建水上警察厅厅长。
1918年，蒋棻当选中华民国第二届国会参议员。1920年，第二届国会解散。其间，1919年五四运动中，张玉庚、庄陔兰、王锡蕃、李元亮、尹宏庆、刘星楠共同提出《张玉庚等请政府训令专使拒绝签字提议案》，并获得蒋棻、林炳华、陈介、吴德培、徐果人、毕桂芳、刘冕执、蔡汉卿、陈邦燮、萧延平、翟文选、成多禄连署。
1922年2月22日，蒋棻被任命为甘肃省泾源道尹，同年由樊鼎枢取代。